# ری یونگ هو
این یک نام کره‌ای است؛ نام خانوادگی ری است.
ری یونگ هو (کره‌ای: 리용호؛ زادهٔ ۱۹۵۶ (۶۸–۶۹ سال)) سیاستمدار، و دیپلمات کره شمالی است که از سال ۲۰۱۶ وزیر امور خارجه این کشور بوده‌است.
او به عنوان مذاکره کننده ای ماهر با تجربه مذاکره با آمریکا در خصوص سلاح‌های کشتار جمعی شناخته می‌شود. او بین ۲۰۰۳ و ۲۰۰۷ سفیر در بریتانیا بوده‌است. او ریاست مذاکره کنندگان کره شمالی را در گفتگوهای شش جانبه بر عهده داشته‌است.
او عضو کامل هفتمین کمیته مرکزی حزب کارگران کره و پلیتبوروی آن و از نمایندگان سیزدهمین دوره مجمع عالی خلق است.